# Maja Juliussen
Maja Juliussen, (født 27. august 1983 på Djursland) er en fodboldspiller fra Danmark. Har spillet for Hjortshøj Egå, Skovbakken,Fortuna Hjørring og Vejlby IK. Hun spiller nu i Norge, for klubben IF Fløya i Toppdivisjonen. Juliussen havde debut den 4. juli 2009, og scorede her et mål.
Har spillet en landsholdskamp til Corean Peace Cup 2006